# Wicked – Die Hexen von Oz (Musical)

Apollo Victoria Theatre, London

Wicked – Die Hexen von Oz ist ein Musical. Die Musik und die Texte des Musicals stammen von Stephen Schwartz und es basiert auf dem Buch von Gregory Maguire. Es ist der thematische Vorgänger (Prequel) zum legendären Musical-Film Der Zauberer von Oz von 1939. Seit Oktober 2003 läuft das Musical im Gershwin Theatre am Broadway in New York. Die deutschsprachige Erstaufführung fand am 15. November 2007 im Palladium Theater in Stuttgart statt.
Regisseur Jon M. Chu adaptierte das Werk mit Wicked und Wicked: For Good als zweiteiligen Kinofilm, mit Veröffentlichung des ersten Teils im Dezember 2024 und geplantem Kinostart des zweiten Teils im November 2025.

## Vorlagen
Das Musical Wicked – Die Hexen von Oz basiert auf dem Bestseller Wicked – Die Hexen von Oz. Die wahre Geschichte der Bösen Hexe des Westens von Gregory Maguire. Das Buch ist der erste Band der Tetralogie The Wicked Years, welche außerdem die Bücher Son of a Witch (2005), A Lion Among Men (2008) und Out of Oz (2011) umfasst. Die deutsche Übersetzung erschien 2008 beim Verlag Klett-Cotta.
Inhaltlich orientieren sich die Wicked-Bücher an den Rahmenhandlungen von Der Zauberer von Oz und dessen Fortsetzungen von L. Frank Baum, dessen Initialen auch die Inspiration für den Namen Elphaba waren
. Die Geschichten werden dabei aus der Sicht von bekannten oder neuen Nebencharacteren erzählt, wodurch die Welt von Oz um mehr Details erweitert, verändert und die Handlungen und Motivationen der Charactere umgedeutet werden. Anders als die Kinderbücher und das Musical, richten sich die Wicked-Bücher eher an ein erwachsenes Publikum.
Größeren Einfluss auf die Buchvorlage von Wicked als die Oz-Bücher selbst hatte deren Adoption als Musicalverfilmung Der Zauberer von Oz, in welcher die böse Hexe des Westens erstmals in grün dargestellt wurde.
Komponist und Texter Stephen Schwartz war bereits zuvor für seine Werke Godspell, Pippin und Gepetto bekannt.

## Charaktere

### Hauptfiguren

#### Elphaba
Elphaba ist die älteste Tochter des Gouverneurs von Munchkinland. Hervorstechend ist ihre Hautfarbe: Sie ist grün. Doch hämische Bemerkungen über ihre Erscheinung berühren Elphaba nicht besonders. Sie hat eine starke Persönlichkeit mit hohen moralischen Grundsätzen. Sie tritt z. B. für Schwächere ein: Elphaba liebt TIERE/Tiere (durch Großschreibung des Namens, im Englischen nur die des Anfangsbuchstabens des Namens, kennzeichnet man im Wicked-Universum intelligente, sprechende TIERE und unterscheidet sie dadurch vom klein geschriebenen Vieh) und kämpft für deren Rechte. Fürsorglich und hingebungsvoll pflegt sie ihre im Rollstuhl sitzende Schwester Nessarose. Durch Elphabas gute Menschenkenntnis kommt sie dem Zauberer von Oz schnell auf die Schliche, ohne sich von seinen Versprechungen nach Macht und Reichtum fehlleiten zu lassen. Zu all dem ist sie eine hervorragende Studentin mit außergewöhnlichen Zauberkräften, die sie aber aus Bescheidenheit zu verheimlichen versucht.
Die Rolle wird von einer Mezzosopranistin gesungen.

#### Galinda / Glinda
Glinda ist wunderschön, wird bewundert und schnell Anführerin der Klasse. Sie stammt aus wohlhabenden Verhältnissen und ist verwöhnt. Glinda fordert, was sie will und bekommt, was sie will. So zuckersüß sie äußerlich scheint, ihre Fassade ist trügerisch: Vor allen Mitschülern macht sie verletzende Anspielungen über Elphaba und nutzt Menschen zu ihrem Vorteil aus. Trotz besseren Wissens erliegt Glinda der Versuchung, sich dem Zauberer von Oz anzuschließen und somit ihr Ansehen im Land Oz zu stärken. Allerdings hat Glinda auch eine andere Seite. So steht sie als einzige Elphaba bei (Tanz durch die Welt) und will, dass sie glücklich ist. Außerdem will sie Elphaba helfen, etwas beliebter zu werden. Glinda lässt sich trotz des schmerzlichen „Todes“ von Elphaba nichts vor dem Volk von Oz anmerken und erfährt nie, dass sie noch lebt. Außerdem sorgt sie dafür, dass der Zauberer Oz für immer verlässt und Madame Akaber eingesperrt wird. Von da an kümmert sie sich um alle Ozianer.
Diese Rolle wird mit einer Sopranistin besetzt.

### Nebenfiguren

#### Fiyero
Fiyero ist ein gut aussehender Schüler, der bereits von mehreren Schulen verwiesen wurde. In Saus und Braus lebt er in den Tag hinein, immer auf der Suche nach Amüsement. Dabei denkt er nur an sich, kennt keine Sorgen und keine Pflichten. Er kommt mit allen gut aus und ist beliebt. Auf den ersten Blick wirkt er oberflächlich, aber Elphaba entdeckt auch andere, tiefsinnige Seiten an ihm. Durch sie wird ihm klar, was im Leben wichtiger ist als Schönheit und Spaß.
Ein Tenor singt diese Rolle.

#### Der Zauberer von Oz
Ohne auch nur eine Spur von magischen Fähigkeiten zu haben, ist er zur angesehenen Position des „wunderbaren Zauberers von Oz“ aufgestiegen. Der Zauberer von Oz heischt nach Ansehen und Geltung. Sein Handeln ist berechnend, manipulierend und machtbesessen. Er ist ein Meister im Täuschen. Damit die Bewohner von Oz ihn um Hilfe bitten, schürt er extra Angst unter ihnen.
Diese Rolle wird mit einem Bariton besetzt.

#### Madame Akaber
Die exzentrische Leiterin der Hexenschule von Glizz besitzt magische Kräfte, mit denen sie beispielsweise das Wetter beeinflussen kann. Ihre Ernennung zur Vertrauten des Zauberers von Oz stellt einen gewaltigen Karrieresprung dar. Sie gewinnt an Macht, setzt diese aber nicht für gute Zwecke ein. Auch mit ihrer Zauberkraft vollzieht sie Unheil: Für den Tod von Nessarose ist sie verantwortlich. Madame Akaber verleumdet Elphaba im Land Oz als „Böse Hexe des Westens“.
Die Darstellerin singt im Alt.

#### Dr. Dillamond
Dr. Dillamond ist ein ZIEGENBOCK unterrichtet an der Hexenschule von Glizz Geschichte. Er macht Elphaba auf die Veränderungen aufmerksam, die in Oz vor sich gehen.
Ein Bariton singt diese Rolle.

#### Nessarose
Elphabas jüngere Schwester ist gehbehindert und auf einen Rollstuhl angewiesen. Sie ist die Lieblingstochter des Gouverneurs von Munchkinland und ausgesprochen hübsch. Als Abschiedsgeschenk bekommt sie von ihm ein Paar mit Juwelen besetzte Schuhe, die sie jeden Tag trägt. Unglücklich verliebt wird Nessarose in ihrem späteren Leben die grausame und zurückgezogen lebende Gouverneurin von Munchkinland, auch „Böse Hexe des Ostens“ genannt.
Auch die Darstellerin singt im Alt.

#### Moq
Moq ist ein Mitstudent von Elphaba und Galinda. Vom ersten Tag an ist er in Galinda verliebt. Damit er sie und Fiyero nicht weiter belästigt, bittet Galinda ihn, sich um Nessarose zu kümmern. Um Galinda zu gefallen, geht er darauf ein und spielt Nessarose vor, sie zu lieben. In der Folge bleibt er aus Pflichtgefühl bei ihr, aber beide werden in der Beziehung nicht wirklich glücklich.
Auch hier wird ein Tenor eingesetzt.

## Handlung

### Erster Akt
Ganz Oz feiert den Tod Elphabas, der Bösen Hexe des Westens (engl. Wicked Witch of the West; No One Mourns the Wicked, deutsch „Keiner weint um Hexen“). Nur Glinda, die gute Hexe, versucht Verständnis für Elphaba zu wecken, die seit ihrer Geburt aufgrund ihrer grünen Hautfarbe und ihren magischen Fähigkeiten eine Außenseiterin war. Als ein Ozianer nachfragt, ob Glinda mit Elphaba bekannt war, erinnert sie sich, wie sie das grüne Mädchen an der Universität Glizz (engl. Shiz) kennengelernt hat (Dear Old Shiz, deutsch „Im guten alten Glizz“).
Bei der Zimmervergabe am ersten Tag erkennt die Schuldirektorin Madame Akaber (engl. Madame Morrible) durch Zufall Elphabas zauberisches Talent und eröffnet ihr eine grenzenlose Zukunft an der Seite des Zauberers der Smaragdstadt, wodurch Elphaba die Hoffnung auf baldigen Respekt der Gemeinschaft schöpft (The Wizard and I, deutsch „Der Zauberer und ich“). Die oberflächliche und beliebte Galinda und Elphaba teilen sich durch ein Missverständnis ein Zimmer und hassen sich von Anfang an („What Is This Feeling?“ – deutsch „Was fühl ich in mir?“).
Eine Vorlesung wird von einem Ziegenbock namens Dr. Dillamonth (englisch Dr. Dillamond) gehalten, der Elphaba von Tieren berichtet, die ihre Fähigkeit zu sprechen verloren haben. Er befürchtet, dass sich dieses Phänomen in Oz ausbreitet („Something Bad“, deutsch „Nichts ist mehr geheuer“). Elphaba glaubt jedoch nicht, dass der Zauberer solches Unrecht zulassen würde.
Als der lebenslustige Fiyero in Glizz eintrifft, sind alle außer Elphaba von seiner sorgenlosen Art begeistert (Dancing Through Life, deutsch „Tanz durch die Welt“). Galinda möchte auf seiner Party nur mit ihm tanzen und überredet deshalb ihren Verehrer Moq (engl. Boq), Elphabas’ im Rollstuhl sitzende Schwester Nessarose einzuladen. Nessarose denkt daraufhin, dass Moq sie liebt, nur Elphaba ist misstrauisch. Als Galinda ihr jedoch einen spitzen, schwarzen Hut schenkt, glaubt auch Elphaba, dass Galinda es gut meint, und überredet Madame Akaber, auch Galinda Zauberstunden zu geben. Auf der Party wird sie mit dem spitzen Hut zum allgemeinen Gespött, aber Galinda steht ihr plötzlich bei. So werden die beiden Freundinnen und Galinda versucht, Elphaba die Kunst des Beliebtseins beizubringen (Popular, deutsch „Heißgeliebt“).
Während der nächsten Vorlesung wird Dr. Dillamonth von Soldaten entfernt. Elphaba protestiert als einzige lautstark. Der neue Professor bringt ein verängstigtes, eingesperrtes Löwenbaby in den Hörsaal, das Elphaba mit Fiyeros Hilfe befreit. Dabei verlieben sie sich ineinander. Elphaba unterdrückt jedoch ihre Gefühle, weil sie weiß, dass sie gegen Galinda keine Chance hat (I’m Not That Girl, deutsch „Ich bin es nicht“). Kurz darauf wird Elphaba von Madame Akaber aufgesucht, die ihr mitteilt, dass Elphaba in die Smaragdstadt zum Zauberer eingeladen wurde (The Wizard and I (reprise), deutsch „Der Zauberer und ich (Reprise)“).
Galinda wartet mit Elphaba am Bahnhof auf deren Abreise. Fiyero erscheint und eröffnet Elphaba, dass er oft an den Tag denken muss, an dem sie zusammen den Löwen gerettet haben – zu einer offenen Aussprache kommt es jedoch nicht, da sich Galinda in das Gespräch einklinkt und, um Fiyero zu imponieren, in Gedenken an Dr. Dillamonth mit seinem beharrlichen Aussprachefehler nun Glinda genannt werden will. Fiyero verlässt die beiden, während Glinda ahnt, dass Fiyero sie möglicherweise nicht wirklich lieben könnte. Elphaba bittet Glinda daraufhin, sie in die Smaragdstadt zu begleiten, wo die beiden nach einem aufregenden Tag in der Stadt endlich den Zauberer treffen (One Short Day, deutsch „Nur ein Tag“). Dort treffen die beiden auch wieder auf Madame Akaber, die mittlerweile zur Vertrauten des Zauberers ernannt wurde. Der Zauberer verlangt von Elphaba als Test ihrer Fähigkeiten, dass sie mit Hilfe eines Zauberbuchs seinen Affen Flügel zaubert (A Sentimental Man, deutsch „Ein seelenvoller Mann“). Das meistert sie auch, aber als sie erfährt, dass der Zauberer selbst keine Magie besitzt und die Affen als Spione benutzen will, um die TIERE zu überwachen, ist sie wütend, enttäuscht und verweigert die Zusammenarbeit. Elphaba flieht vor dem Zauberer auf das Dach seiner Residenz. Glinda folgt ihr und versucht, sie zu einer Entschuldigung zu überreden. Aber Elphaba kann nicht gegen ihre Überzeugungen handeln und will ihre Fähigkeiten nutzen, um den Zauberer zu bekämpfen und den TIEREN zu helfen. In der Zwischenzeit wird die Bevölkerung der Smaragdstadt von Madame Akaber aufgerufen, die „Böse Hexe“ zu ergreifen. Elphaba bittet Glinda, mit ihr zu kommen, aber die kann ihren Wunsch nach Beliebtheit nicht aufgeben und so trennen sich die Wege der beiden Freundinnen (Defying Gravity, deutsch „Frei und schwerelos“).

### Zweiter Akt
Innerhalb der nächsten Jahre stilisiert die Propaganda des Zauberers und Madame Akaber Elphaba zur Bösen Hexe des Westens und zur Gefahr für alle Bewohner von Oz (No One Mourns the Wicked (reprise), deutsch „Keiner weint um Hexen (Reprise)“), während Glinda als gute Hexe dargestellt wird. Fiyero, der inzwischen zum Hauptmann der Garde des Zauberers aufgestiegen und mit Glinda verlobt ist, will diese Diffamierung Elphabas nicht länger ertragen und sehnt sich nach der Freundin, die sie beide seit ihrem Verschwinden nicht mehr gesehen haben. Auch Glinda ist nicht so glücklich wie es den Anschein erweckt, spielt aber weiterhin ihre Rolle (Thank Goodness, deutsch „Wie herrlich“).
Nessarose inzwischen ist nach dem Tod ihres Vaters zur tyrannischen Herrscherin über den Osten des Zauberlandes geworden. Moq ist immer noch bei ihr, weil sie denkt, dass er sie liebt; und er nicht gehen will, weil er denkt, dass sie ihn braucht. Als Elphaba Nessarose besucht, ist diese wütend, dass Elphaba sie im Stich gelassen hat. Diese versucht das wieder gut zu machen, indem sie Nessaroses Schuhe verzaubert, sodass sie damit laufen kann. Als Moq das sieht, wähnt er seine Hilfe nicht mehr benötigt und will gehen, um Glinda endlich seine Liebe zu gestehen. Nessarose ist darüber so verletzt und enttäuscht, dass sie sein Herz verzaubert (Wicked Witch of the East, deutsch „Die böse Hexe des Ostens“). Elphaba kann sein Leben nur retten, indem sie ihn komplett in Zinn verwandelt und geht wieder. Nessarose lässt Moq daraufhin glauben, dass nur Elphaba an seinem Zustand schuld sei.
Als Nächstes besucht Elphaba die Smaragdstadt, wo der Zauberer wieder versucht, sie auf seine Seite zu ziehen (Wonderful, deutsch „Wundervoll“). Unter der Bedingung, dass die fliegenden Affen freigelassen werden, ist sie auch kurz davor, einzuwilligen. Aber als sie den dahinvegetierenden Dr. Dillamonth findet, weigert sie sich wieder. Der Zauberer lässt daraufhin die von Fiyero angeführten Wachen rufen. Als dieser Elphaba sieht, bedroht er kurzerhand den Zauberer und flieht mit ihr. Glinda ist über diesen Verrat so tief verletzt, dass sie Madame Akaber einen Tipp gibt, wie sie Elphaba vernichten kann (I’m Not That Girl (reprise), deutsch „Ich bin es nicht (Reprise)“).
Fiyero und Elphaba verbringen eine Nacht miteinander, in dem Bewusstsein, dass der Rest ihres Lebens nicht mehr sehr lang sein könnte (As Long as You’re Mine, deutsch „Solang ich dich hab“). Am Morgen erfährt Elphaba, dass ihre Schwester Nessarose von Dorothys fliegendem Haus getötet wurde und eilt sofort dorthin. Dort trifft sie Glinda, die ihr eröffnet, dass sie Nessaros’ verzauberte Schuhe an Dorothy gegeben hat. Jedoch sind die Schuhe das letzte, was Elphaba von ihrer Schwester geblieben ist und so reagiert diese überaus verärgert. Die zwei Frauen streiten sich, bis die Falle zuschnappt und Elphaba von Wachen des Zauberers gefasst wird. In diesem Moment greift jedoch erneut Fiyero ein und ermöglicht Elphaba die Flucht, indem er sich selbst fangen lässt. Mit dieser Wendung hat Glinda nicht gerechnet und versucht, Fiyero zu retten, jedoch vergeblich. Fiyero wird von den Wachen gefesselt als „lebende Vogelscheuche“ auf dem nahen Feld aufgestellt und dort dem Tode überlassen.
Auch Elphaba versucht, Fiyero mit einem Zauber zu beschützen, zweifelt jedoch an dessen Wirksamkeit. In tiefer Verzweiflung kommt sie zu dem Schluss, dass alles Gute, was sie je getan hat, ins Gegenteil verkehrt wurde. Sie erkennt ihren Ruf als „Böse“ (englisch Wicked) an und beschließt, nie wieder eine gute Tat zu vollbringen (No Good Deed, deutsch „Gutes tun“).
Inzwischen sendet der Zauberer Dorothy und ihre Freunde (unter anderem Moq, inzwischen zum Zinnmann geworden, und den feigen Löwen, der als Baby an der Universität von Elphaba und Fiyero gerettet wurde) zu Elphabas Schloss, um sie dort zu töten und eine ganze Armee von „Witch Hunters“ – Hexenjägern – wird mobilisiert (March of the Witch Hunters, deutsch „Marsch der Hexenjäger“).
Elphaba ist es zwischenzeitlich gelungen, Dorothy zu fangen und sie verlangt nun Nessaroses Schuhe von ihr, während sie plant, wie sie entkommen kann. Glinda kommt zu ihr und will ihr helfen, sie lehnt jedoch ab. Dann erreicht die beiden jedoch die Nachricht von Fiyeros Tod. In dem Wissen, nun besiegt zu sein, gibt Elphaba schließlich auf und bittet Glinda, nicht zu versuchen, ihren Namen reinzuwaschen, sondern sie als „Böse Hexe des Westens“ in den Köpfen der Menschen verbleiben zu lassen. Diese willigt schließlich ein und die Freundinnen trennen sich in Frieden und vergeben einander (For Good, deutsch „Wie ich bin“). Daraufhin kann Glinda nur noch hinter einer Leinwand (von Elphaba aufgezogen; wohl damit niemand der Hexenjäger sieht, dass Glinda bei ihr ist) sehen, wie Dorothy einen Eimer Wasser über Elphaba schüttet, die daraufhin vermeintlich zerfließt.
Elphaba, sehr wohl lebendig und während der „Hexenschmelze“ nur in einer Falltür versunken, und Fiyero, nun durch Elphabas früheren Schutzzauber in Form der Vogelscheuche, entkommen heimlich dem Tod, während ganz Oz ihre Vernichtung feiert. Nur Glinda trauert um die vermeintlich Toten und konfrontiert den Zauberer, indem sie ihn auf ein Fläschchen grünen Elixiers anspricht, das er ihr einst zu trinken angeboten hatte. Ein solches habe sie nur einmal bei Elphaba, als letzte Erinnerung an deren Mutter, gesehen. Schlagartig wird klar, dass der Zauberer Elphabas tatsächlicher Vater ist. Glinda erklärt sich zur neuen Herrscherin über Oz, jagt den Zauberer davon und sperrt Madame Akaber ein. Elphaba selbst hat nur den Wunsch, ihre Freundin von ihrem Überleben wissen zu lassen, doch Fiyero besteht darauf, dass zu ihrer aller Sicherheit nie jemand davon erfahren darf. Glinda verkündet unterdessen, von nun an als „Glinda die Gute“ bekannt sein zu wollen und die Regierung von Oz zu erneuern. Ein letztes Mal verabschiedet sich Elphaba von Glinda, bevor sie und Fiyero Oz für immer verlassen („Finale“).

## Aufführungen
Das Musical wurde Oktober 2003 am Broadway erstmals aufgeführt, Regie führte der Tony-Gewinner Joe Mantello. Für die Produktion zeichnen Universal Pictures in Zusammenarbeit mit Marc Platt und David Stone verantwortlich. Es hat in San Francisco eine weitere feste Spielstätte und ist im Rahmen einer Tour in den USA und Kanada unterwegs. Weitere Spielstätten finden sich im Apollo Victoria Theatre in London sowie in Tokio. Die deutschsprachige Erstaufführung durch die Stage Entertainment fand am 15. November 2007 im Palladium Theater in Stuttgart statt. Die Liedtexte wurden von Michael Kunze ins Deutsche übersetzt, die Dialoge von Ruth Deny. Zudem wird das Stück seit 2008 in Australien aufgeführt: von Juli 2008 bis August 2009 in Melbourne und seitdem in Sydney. Von 2011 bis 2012 realisierte Stage Entertainment eine niederländische Produktion in Scheveningen, einem Stadtteil von Den Haag.
Inszenierungen in Deutschland
| Spielort   | Theater           | Premiere          | Derniere          | Bemerkung           |
| ---------- | ----------------- | ----------------- | ----------------- | ------------------- |
| Stuttgart  | Palladium Theater | 15. November 2007 | 29. Januar 2010   | Deutschlandpremiere |
| Oberhausen | Metronom Theater  | 8. März 2010      | 2. September 2011 |                     |
| Hamburg    | Neue Flora        | 5. September 2021 | 14. August 2022   | Neuinszenierung     |

### Trivia - No-Fly-Shows
Fans bezeichnen Aufführungen, bei denen im Finale des 1. Aktes („Defying Gravity“ / „Frei und schwerelos“) der Hebe-Mechanismus für die Hauptdarstellerin nicht funktioniert oder nicht eingesetzt wird, als Vorstellung in der „nicht geflogen“ wird (englisch No-Fly-Show).

## Titelliste
| Erster Akt - „No One Mourns the Wicked“ / „Keiner weint um Hexen“ – Glinda und die Einwohner von Oz - „Dear Old Shiz“ / „Im guten alten Glizz“ – G(a)linda, Elphaba und Schüler der Universität Shiz/Glizz - „The Wizard and I“ / „Zwei die sich verstehn“ – Madame Morrible/Akaber und Elphaba - „What is this feeling?“ / „Was fühl ich in mir?“ – G(a)linda, Elphaba und Schüler - „Something Bad“ / „Nichts ist mehr geheuer“ – Dr. Dillamond/Dillamonth und Elphaba - „Dancing Through Life“ / „Tanz durch die Welt“ – Fiyero, Boq/Moq, Nessarose, G(a)linda und Schüler - „Popular“ / „Heißgeliebt“ – G(a)linda - „I’m Not That Girl“ / „Ich bin es nicht“ – Elphaba - „The Wizard and I (reprise)“ / „Der Zauberer und ich (Reprise)“ – Madame Morrible/Akaber und Elphaba - „One Short Day“ / „Nur ein Tag“ – Elphaba, Glinda und Einwohner der Smaragdstadt - „A Sentimental Man“ / „Ein seelenvoller Mann“ – Der Zauberer - „Defying Gravity“ / „Frei und schwerelos“ – Elphaba, Glinda und Einwohner von Oz | Zweiter Akt - „No One Mourns the Wicked (reprise)“ / „Keiner weint um Hexen (Reprise)“ – Einwohner von Oz - „Thank Goodness“ / „Wie herrlich“ – Glinda, Madame Akaber und Einwohner von Oz - „The Wicked Witch of the East“ / „Die böse Hexe des Ostens“ – Nessarose, Elphaba und Boq/Moq - „Wonderful“ / „Wundervoll“ – Der Zauberer und Elphaba - „I’m Not That Girl (reprise)“ / „Ich bin es nicht (Reprise)“ – Glinda - „As Long as You’re Mine“ / „Solang ich dich hab“ – Elphaba und Fiyero - „No Good Deed“ / „Gutes tun“ – Elphaba - „March of the Witch Hunters“ / „Marsch der Hexenjäger“ – Boq/Moq und Einwohner von Oz - „For Good“ / „Wie ich bin“ – Elphaba und Glinda - „Finale“ / „Finale“ – Glinda, Elphaba und Einwohner von Oz |

### Trivia
Der Höhepunkt des Songs Defying Gravity ist der abschließende „Kampfschrei“ in Form eines Riffs (original: Ab4-Eb5-Db5-Eb5-Db5), das je nach Interpretation der Darstellerin noch höher reichen kann.
Einige Darstellerinnen erreichen während des Riff F5 oder G5, was für einen Mezzosopran an der oberen Grenze dieser Stimmlage liegt. Unabhängig davon, ob in der Original-Tonart gesungen oder das Lied transponiert wird, besteht daher in Verbindung mit der geforderten Lautstärke eine Gefahr für die Darstellerin, dabei ihre Stimmbänder zu beschädigen.

## Darsteller

### Original-Besetzungen der englischsprachigen Produktionen
| Charakter        | Broadway               | West End           | Emerald City Tour (USA) | Munchkinland Tour (USA) |
| ---------------- | ---------------------- | ------------------ | ----------------------- | ----------------------- |
| Elphaba          | Idina Menzel           | Idina Menzel       | Stephanie J. Block      | Marcie Dodd             |
| Glinda           | Kristin Chenoweth      | Helen Dallimore    | Kendra Kassebaum        | Heléne Yorke            |
| Fiyero           | Norbert Leo Butz       | Adam Garcia        | Derrick Williams        | Colin Donnell           |
| Madame Morrible  | Carole Shelley         | Miriam Margolyes   | Carol Kane              | Marilyn Caskey          |
| The Wizard       | Joel Grey              | Nigel Planer       | David Garrison          | Tom McGowan             |
| Nessarose        | Michelle Federer       | Katie Rowley Jones | Jenna Leigh Green       | Kristine Reese          |
| Boq              | Christopher Fitzgerald | James Gillan       | Logan Lipton            | Ted Ely                 |
| Doctor Dillamond | William Youmans        | Martin Ball        | Timothy Britten Parker  | David de Vries          |
| Elphaba Standby  | Eden Espinosa          | Kerry Ellis        | Victoria Matlock        | Carrie Manolakos        |
| Glinda Standby   | Laura Bell Bundy       | Annalene Beechey   |                         |                         |

### Original-Besetzungen der fremdsprachigen Produktionen
| Character            | Stuttgart         | Oberhausen        | Scheveningen (NL)      | Hamburg (2021)          |
| -------------------- | ----------------- | ----------------- | ---------------------- | ----------------------- |
| Elphaba              | Willemijn Verkaik | Willemijn Verkaik | Willemijn Verkaik      | Vajèn van den Bosch     |
| Glinda               | Lucy Scherer      | Joana Fee Würz    | Chantal Janzen         | Jeannine Michèle Wacker |
| Fiyero               | Mark Seibert      | Mathias Edenborn  | Jim Bakkum             | Naidjim Severina        |
| Madame Morrible      | Angelika Wedekind | Barbara Raunegger | Pamela Teves           | Susanne Walbaum         |
| The Wizard           | Carlo Lauber      | Carlo Lauber      | Bill van Dijk          | Andreas Lichtenberger   |
| Nessarose            | Nicole Radeschnig | Janine Tippl      | Christanne de Bruijn   | Pamina Lenn             |
| Boq                  | Stefan Stara      | Ben Darmanin      | Niels Jacobs           | Jan Rogler              |
| Doctor Dillamond     | Michael Günther   | Thomas Wißmann    | Jochem Feste Roozemond | Gianni Meurer           |
| Elphaba alternierend | Sabrina Weckerlin | Roberta Valentini | Renee van Wegberg      | Loïs van de Ven         |
| Glinda alternierend  | Jana Stelley      | Valerie Link      | Céline Purcell         | Judith Caspari          |

### Derzeitige Besetzungen der englischsprachigen Produktionen
| Charakter        | Broadway            | Munchkinland Tour (USA) | West End               |
| ---------------- | ------------------- | ----------------------- | ---------------------- |
| Elphaba          | Mary Kate Morrissay | Lauren Samuels          | Alexia Khadime         |
| Glinda           | Alexandra Socha     | Austen Danielle Bohmer  | Lucy St. Louis         |
| Fiyero           | Jordan Litz         | Xavier McKinnon         | Ryan Reid              |
| Madame Morrible  | Donna McKechnie     | Aymee Garcia            | Sophie-Louise Dann     |
| The Wizard       | Brad Oscar          | Blake Hammond           | Michael Fenton Stevens |
| Nessarose        | Natalie Ortega      | Erica Ito               | Caitlin Anderson       |
| Boq              | Jake Pederson       | Alex Vinh               | Joe Thompson-Oubari    |
| Doctor Dillamond | William Youmans     | Kingsley Leggs          | Graham Kent            |
| Elphaba Standby  | Lissa Deguzman      | Carly Augenstein        | Laura Harrison         |
| Glinda Standby   | Jennafer Newberry   |                         | Lisa-Anne Wood         |

### Weitere Original-Besetzungen

#### UK-Tour Cast (2013–2015)
- Elphaba: Nikki Davis-Jones; Ashleigh Gray
- Glinda: Emily Tierney
- Fiyero: Liam Doyle
- Nessarose: Carina Gillespie
- Zauberer: Dale Rapley
- Madame Morrible: Marilyn Cutts
- Boq: George Ure
- Dr. Dillamond: Dale Rapley

#### Tokio-Cast
- Elphaba: Megumi Hamada, Asami Higuchi, Minori Imai
- Glinda: Miyuki Numao, Asako Tomada, Tamami Sai
- Fiyero: Li Tao, Yusuke Kitazawa
- Nessarose: Mayumi Ogai, Takae Yamamoto, Yukimi Torihara
- Zauberer: Takeshi Matsushita, Hideo Kurihara, Osami Iino
- Madame Morrible: Izumi Mori, Kinuko Take, Masami Yaezawa
- Boq: Masahiko Kaneta, Ryosuke Ito
- Dr. Dillamond: Ryoma Takemi, Takao Okamoto, Teiichiro Maeda, Jo Saito

#### Sydney-Cast (2009–2010)
- Elphaba: Jemma Rix, Patrice Tipoki
- Glinda: Lucy Durack
- Fiyero: Rob Mills
- Nessarose: Elisa Colla
- Zauberer: Bert Newton
- Madame Morrible: Maggie Kirkpatrick
- Boq: James Smith
- Dr. Dillamond: Rodney Dobson

## Auszeichnungen
Das Musical Wicked war seit seiner Premiere für eine Vielzahl von Preisen nominiert. Mehrere der Trophäen hat das Musical gewonnen, darunter 2004 den Tony Award für die Beste Hauptdarstellerin in einem Musical (Idina Menzel als Elphaba), für das Beste Kostümdesign (Susan Hilferty) und für das Beste szenische Design (Eugene Lee).
Die „Broadway Cast“-CD wurde 2005 bei den Grammy Awards als das Beste Musical-Album ausgezeichnet.
Tony Awards 2004
- ausgezeichnet für die Beste Hauptdarstellerin in einem Musical – Idina Menzel (Originaldarstellerin der Rolle der Elphaba)
- ausgezeichnet für das Beste Kostümdesign – Susan Hilferty
- ausgezeichnet für das Beste szenische Design – Eugene Lee
- nominiert für das Beste Musical
- nominiert für das Beste Buch – Winnie Holzman
- nominiert für die Beste Hauptdarstellerin in einem Musical – Kristin Chenoweth (Originaldarstellerin der Rolle der Glinda)
- nominiert für die Beste Kompositionen – Stephen Schwartz
- nominiert für das Beste Lichtdesign – Kenneth Posner
- nominiert für die Beste Choreographie – Wayne Cilento
- nominiert für die Beste Orchestrierung – William David Brohn

Drama Desk Awards 2004
- ausgezeichnet für das Beste Musical
- ausgezeichnet für die Beste Regie – Joe Mantello
- ausgezeichnet für das Beste Buch – Winnie Holzman
- ausgezeichnet für die Beste Kompositionen – Stephen Schwartz
- ausgezeichnet für die Beste Bühnenbildausstattung – Eugene Lee
- ausgezeichnet für das Beste Kostümdesign – Susan Hilferty
- nominiert für die Beste Musik – Stephen Schwartz
- nominiert für die Beste Hauptdarstellerin in einem Musical – Idina Menzel (Originaldarstellerin der Rolle der Elphaba)
- nominiert für die Beste Hauptdarstellerin in einem Musical – Kristin Chenoweth (Originaldarstellerin der Rolle der Glinda)
- nominiert für das Beste Lichtdesign – Kenneth Posner
- nominiert für die Beste Orchestrierung – William David Brohn

Outer Critics Circle Awards 2004
- ausgezeichnet für das Beste Musical
- ausgezeichnet für die Beste Regie – Joe Mantello
- ausgezeichnet für die Beste Bühnenbildausstattung – Eugene Lee
- ausgezeichnet für das Beste Kostümdesign – Susan Hilferty
- nominiert für die Beste Hauptdarstellerin in einem Musical – Idina Menzel (Originaldarstellerin der Rolle der Elphaba)
- nominiert für die Beste Hauptdarstellerin in einem Musical – Kristin Chenoweth (Originaldarstellerin der Rolle der Glinda)
- nominiert für den Besten Nebendarsteller in einem Musical – Joel Grey (Originaldarsteller der Rolle des Zauberers von Oz)
- nominiert für die Beste Nebendarstellerin in einem Musical – Carole Shelley (Originaldarstellerin der Rolle der Madame Morrible)
- nominiert für das Beste Lichtdesign – Kenneth Posner
- nominiert für die Beste Choreographie – Wayne Cilento

Drama League Awards 2004
- ausgezeichnet für das Beste Musical
- nominiert für die Beste Hauptdarstellerin in einem Musical – Idina Menzel (Originaldarstellerin der Rolle der Elphaba)
- nominiert für die Beste Hauptdarstellerin in einem Musical – Kristin Chenoweth (Originaldarstellerin der Rolle der Glinda)

Eddy Awards 2004
- ausgezeichnet für das Beste Kostümdesign – Susan Hilferty

Grammy Awards 2005
- ausgezeichnet für das Beste Musical-Album

Helen Hayes Awards 2006
- ausgezeichnet für die Beste Hauptdarstellerin in einer Musical-Tourproduktion – Stephanie J. Block (Originaldarstellerin der Rolle der Elphaba in der Tourproduktion)
- nominiert für die Beste Musical-Tourproduktion
- nominiert für die Beste Hauptdarstellerin in einer Musical-Tourproduktion – Kendra Kassebaum (Originaldarstellerin der Rolle der Glinda in der Tourproduktion)

Jefferson Awards 2006
- nominiert für das Beste Musical
- nominiert für die Beste Regie – Joe Mantello
- nominiert für die Beste Hauptdarstellerin in einem Musical – Ana Gasteyer (Darstellerin der Rolle der Elphaba in der Chicago-Produktion)
- nominiert für die Beste Hauptdarstellerin in einem Musical – Kate Reinders (Darstellerin der Rolle der Glinda in der Chicago-Produktion)
- nominiert für die Beste Nebendarstellerin in einem Musical – Rondi Reed (Darstellerin der Rolle der Madame Morrible in der Chicago-Produktion)

Touring Broadway Awards 2006
- ausgezeichnet für das Beste Musical
- ausgezeichnet für die Beste Kompositionen – Stephen Schwartz
- ausgezeichnet für die Beste Produktionsausstattung – Eugene Lee, Susan Hilferty, Kenneth Posner

Radio Regenbogen Award 2008
- ausgezeichnet für das Beste Musical – Stuttgart-Cast

## Sonstiges
Willemijn Verkaik ist die einzige Darstellerin, die die Rolle der Elphaba in drei verschiedenen Sprachen verkörpert hat. Von 2007 bis 2011 in Stuttgart und Oberhausen (Deutsch), von 2011 bis 2013 in Scheveningen (Niederländisch) und von 2013 bis 2014 in New York und London (englisch). 2017 kehrte sie für ein halbes Jahr nach London zurück, um Elphaba ein letztes Mal zu spielen. Verkaik verkörperte die Rolle der Elphaba in über 2000 Vorstellungen, öfter als jede andere Darstellerin dieser Rolle.
Teilweise haben Darstellerinnen beide Rollen gespielt. Die erste Darstellerin, der dies gelang, war Louise Dearman in der Londoner Produktion [G(a)linda - 2010; Elphaba - 2012]. Außerdem hat Vajèn van den Bosch die Rolle der Elphaba in der Neuinszenierung in Hamburg 2021–2022 auf Deutsch gespielt und die Rolle der G(a)linda in der niederländischen Fassung vom Wicked gesprochen und gesungen.
Natasha Ferguson ist die Einzige, die drei Hexen gespielt hat. Sie hat Nessarose, Elphaba und Glinda gespielt.

### Ähnlichkeiten zwischen Wicked und Frozen

Englischer Originaltitel

Der erfolgreiche Disney-Film Die Eiskönigin – Völlig unverfroren aus dem Jahr 2013, der mit dem Oscar für den besten animierten Film ausgezeichnet wurde, weist Parallelen zu Wicked auf.
Das ebenfalls mit dem Oscar ausgezeichnete Lied „Let It Go“ wird aufgrund seines ähnlichen Themas und seines ähnlichen Gesangsstils teilweise mit „Defying Gravity“ verglichen. Die Rolle der Elsa wird im englischsprachigen Original von Idina Menzel vertont, die auch die Rolle der Elphaba in der Uraufführung innehatte. Auch Willemijn Verkaik singt, wie bereits in ihrer Rolle als Elphaba bei Wicked, die niederländische und die deutsche Version von „Let It Go“ in diesen beiden Sprachen. Dies ist somit eine weitere Rolle, die ursprünglich von Menzel gespielt wurde und die Verkaik in den deutsch- und niederländischsprachigen Produktionen von ihr übernahm. Darüber hinaus leiht Sabrina Weckerlin, die die Rolle der Elsa in der deutschsprachigen Erstaufführung von Disney's Frozen (Disney's Die Eisköningen) verkörperte, der Rolle der Elphaba in der deutschen Synchronversion der Hollywood-Verfilmung von Wicked ihre Gesangsstimme.
Als Frozen für den Broadway adaptiert wurde, wurde das Lied „Monster“ neu eingeführt. Es kann mit „No Good Deed“ verglichen werden. Auch hier zeigen sich Ähnlichkeiten in der Melodie.

## Filmadaption
Regisseur Jon M. Chu inszenierte nach einem Drehbuch von Winnie Holzman eine Filmadaption des Musicals als Wicked und Wicked: Teil 2, die in zwei Teilen entsprechend der zwei Akte jeweils im November 2024 und 2025 erscheint. Elphaba und Glinda werden darin von Cynthia Erivo und Ariana Grande verkörpert.